# معركة زابولينو
معركة زابولينو، أو حرب الدلو معركة دامية دارت في 15 نوفمبر 1325 عند قدم تلة من زابولينو الواقعة خارج اسوار قلعة سيرافالي بين ميليشيات غيبلينيي مودينا وغويلفيي بولونيا ورومانيا وفلورنسا. 

كانت إحدى أكبر الاشتباكات الميدانية في العصور الوسطى، شارك بها نحو 35,000 من المشاة و 4,000 فارس وخلفت أكثر من ألفي قتيل في ميدان المعركة.